# Sohlenabstand
Als Sohlenabstand bezeichnet man im Bergbau den jeweiligen Höhenabstand zwischen den einzelnen Sohlen eines Bergwerks. Der Sohlenabstand wird entweder als seigerer oder flacher Sohlenabstand angegeben.

## Grundlagen
Für den Zuschnitt des Untertagebereichs eines Bergwerks sind neben der Lage des jeweiligen Schachtansatzpunktes der Schächte auch die Lage der ersten Sohle und der Sohlenabstand der Sohlen untereinander sehr wichtig. Durch diese Parameter wird der Zuschnitt eines Bergwerks auf lange Sicht festgelegt. Wirtschaftlich gesehen ist der optimale Sohlenabstand dann vorhanden, wenn die Summe aller durch ihn verursachten Kosten pro Tonne Mineral am geringsten ist. Neben den Kostengesichtspunkten spielen auch die Anforderungen an den ordnungsgemäßen Betriebsablauf für die Festlegung des Sohlenabstandes eine wesentliche Rolle. So ist es insbesondere wichtig, dass durch die Festlegung der richtigen Sohlenabstände, die Lagerstätte optimal ausgebeutet werden kann. Von Bedeutung ist auch, dass die abgebauten Lagerstätteninhalte auf den einzelnen Sohlen kostengünstig und mengenmäßig zum Schacht transportiert und dort zu Tage gefördert werden können. Aufgrund der hohen Kosten, die durch die Ausrichtung der ersten Sohle im Gestein entstehen, ist es naheliegend, diese Kosten auf eine möglichst große Menge an abgebauten Mineral zu verteilen. Dies führt letztendlich dazu, die Sohlenabstände möglichst groß zu gestalten. Größere Sohlenabstände führen aber auch dazu, dass die Zeiten je Fördertreiben größer werden und somit sich die Kosten für die Schachtförderung vergrößern. Der zweckmäßigste Sohlenabstand lässt sich größenmäßig anhand eines von E. Cloos entwickelten Berechnungsverfahren ermitteln.

## Messung
Der Sohlenabstand kann entweder senkrecht oder flach gemessen werden. Bei der flachen Messung wird der Sohlenabstand nach der Fallungslinie gemessen und entspricht somit den Abständen der jeweiligen Höhen der Bauabteilungen bzw. der Abbauhöhe. Bei seigeren Tiefbauschächten wird der seigere Abstand der Schachtquerschläge gemessen und angegeben, bei tonnlägigen Schächten wird der flache Abstand der Sohlenstrecken angegeben. Die flache Höhe war das natürliche und ursprüngliche Maß des Sohlenabstandes, das seigere Maß für den Sohlenabstand ist erst später eingeführt worden.

## Die jeweiligen Sohlenabstände
Die einzelnen Sohlenabstände werden an die jeweiligen örtlichen Verhältnisse angepasst und sind daher in den einzelnen Bergbaurevieren recht unterschiedlich. Im deutschen und im westeuropäischen Steinkohlenbergbau lagen in der Mitte des 20. Jahrhunderts die Sohlenabstände bei flacher Lagerung zwischen 100 und 200 Metern. In den östlichen Fettkohlengruben Saarbrückens lag der Sohlenabstand Anfang des 20. Jahrhunderts noch bei 55 Metern, in den flözärmeren Zechen des Reviers mit flacher Lagerung zwischen 75 und 158 Metern. Bei geneigter Lagerung lag der Sohlenabstand zwischen 100 und 150 Metern, bei steiler Lagerung zwischen 150 und 200 Metern. Die Sohlenabstände sind im Laufe der Jahre aufgrund der Entwicklung der Bergbautechnik immer größer geworden. In den 1980er Jahren sind die Sohlenabstände im Ruhrbergbau auf bis zu 400 Meter angestiegen.
Im Erzbergbau ist der Sohlenabstand wesentlich geringer als im Steinkohlenbergbau. Er hängt von der Art der Lagerstätte, von ihrer und der Festigkeit ihres Nebengesteins ab. Auch hat das angewandte Abbauverfahren einen großen Einfluss auf den Sohlenabstand. Auch hier wurden die Sohlenabstände im Laufe der Jahre vergrößert. Im Erzbergbau in Sachsen wurden die Sohlenabstände von 40 Meter auf 80 Meter, im Harzer Bergbau von 30 Meter auf 40 Meter, bei einzelnen Bergwerken sogar auf 80 Meter, vergrößert. Im Gangerzbergbau werden Sohlenabstände von 30 bis 60 Metern angewendet, diese Sohlenabstände werden jedoch von der Lebensdauer der Erzrollen beeinflusst. Beim Querbau liegen die Sohlenabstände bei mittelsteilem Einfallen gerade mal bei 20 bis 25 Metern. Beim Teilsohlenbruchbau liegen die Sohlenabstände zwischen 60 und 75 Metern und beim Blockbruchbau bei bis zu 150 Metern. Im Kali- und Salzbergbau liegen die Sohlenabstände je nach Lagerstätte zwischen 30 und 200 Metern.